# N'Dalatando
N'Dalatando es una ciudad ubicada en Angola. Es la capital administrativa de la provincia de Cuanza Norte. También fue conocida por los portugueses (colonizadores de Angola) como Salazar (Vila Salazar o Villa Salazar).